# Serraca lunifera
Serraca lunifera là một loài bướm đêm trong họ Geometridae.